# Harry Kesten

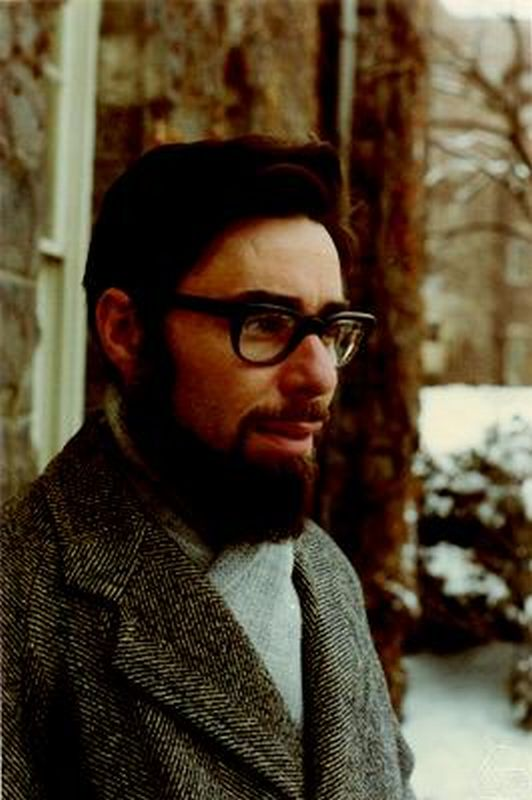
Harry Kesten, Cornell 1970

Harry Kesten (* 19. November 1931 in Duisburg, Deutschland; † 29. März 2019 in Ithaca, New York) war ein US-amerikanischer Mathematiker, der sich mit Wahrscheinlichkeitstheorie beschäftigte.

## Leben und Wirken
Kesten emigrierte mit seiner Familie 1933 in die Niederlande, wo er die Schule besuchte. Er wurde 1958 bei Mark Kac an der Cornell University promoviert (Symmetric random walk on groups). Er war danach ein Jahr Instructor in Princeton und zwei Jahre an der Hebrew University, bevor er 1961 als Assistant Professor zurück an die Cornell University ging, wo er ab 1965 eine volle Professur hatte und zuletzt Goldwin Smith Professor war. Kesten beschäftigte sich mit Perkolationstheorie (wie „first passage percolation“ als Modell z. B. für die Ausbreitung von Krankheiten), zentralen Grenzwertsätzen, stochastischen Prozessen und der Theorie der Zufallspfade auf Graphen und Gruppen. Teilweise arbeitete er in Cornell mit Frank Spitzer zusammen.
Eine Vermutung von ihm und J. van den Berg aus dem Jahr 1985 in der Perkolationstheorie (Van den Berg-Kesten-Reimer Ungleichung) wurde 1996 von David Reimer bewiesen.
Kesten war Sloan Research Fellow (1963–65) und Guggenheim-Stipendiat (1972/73). Er erhielt die niederländische Brouwer-Medaille (1981) und den George-Pólya-Preis der SIAM (1994). 2001 erhielt er für sein Lebenswerk den Leroy P. Steele Prize. Er war Invited Speaker auf den Internationalen Mathematikerkongressen in Nizza 1970 (Hitting of sets by processes with stationary independent increments) und Warschau 1983 (Percolation theory and resistance of random electrical networks) und hielt auf dem ICM 2002 in Peking einen Plenarvortrag (Some Highlights of Percolation). Er war Mitglied der National Academy of Sciences und der American Academy of Arts and Sciences (1999) sowie auswärtiges Mitglied der Königlich Niederländischen Akademie der Wissenschaften. Er war Fellow der American Mathematical Society.

## Schriften (Auswahl)
als Autor
- Percolation theory for mathematicians. Birkhäuser, Stuttgart 1982, ISBN 3-7643-3107-0.
- What is Percolation?, Notices AMS 2006, PDF-Datei (58 kB)
- Hitting probabilities for single points for processes of stationary independent increments (Memoirs of the AMS; 93). AMS, Providence, R.I. 1969.
- mit Harry Fürstenberg: Products of random matrices, Ann. Math. Statist., Band 31, 1960, S. 457–469.
- Aspects of first-passage percolation, in: P. L. Hennequin (Hrsg.), Ecole d’été de Probabilités de Saint-Flour XIV, Lecture Notes in Math 1180, Springer-Verlag, 1986, S. 125–264.
- On the speed of convergence in first-passage percolation, Ann. Appl. Probab., Band 3, 1993, S. 296–338.

als Herausgeber
- Probability on discrete structures (Encyclopedia of mathematical sciences; 110). Springer, Berlin 2004, ISBN 3-540-00845-4.